# Raveniola virgata
Raveniola virgata là một loài nhện trong họ Nemesiidae.
Raveniola virgata được miêu tả năm 1891 bởi Simon.